# 小新薩拉什
小新薩拉什是匈牙利的城鎮，位於該國東部，由加茲-納傑孔-索爾諾克州負責管轄，面積205.27平方公里，鎮上有水療設施，2011年人口約11,500。
47°13′N 20°46′E / 47.217°N 20.767°E

## 外部連結
- City's Main page （页面存档备份，存于）